# Líneas Aéreas del Caribe
Líneas Aéreas del Caribe, que operaba como LAC-Colombia fue una aerolínea de carga colombiana con sede en Barranquilla, Colombia. Operó durante más de veinte años, desde el 28 de febrero de 1974 hasta el 28 de junio de 1996.

## Historia
Por iniciativa del Capitán Luís Carlos Donado Velilla, quien quería retirarse de Aerocosta y montar una nueva aerolínea solo de su familia, nació el 28 de febrero de 1974. LAC comenzó como una sociedad anónima y los primeros socios de Luis fueron, su esposa. María Fajardo de Donado y sus dos hermanos Orlando y Raúl Donado Velilla. El Capitán Lucho Donado ya tenía experiencia en la creación y desarrollo de aerolíneas, ya que había cofundado LATCO, Aerocóndor y Aerocosta. Las empresas barranquilleras de la historia fueron buenas en lograr posicionamiento y liderazgo en el mercado aéreo de pasajeros y carga. Sin embargo, el momento de iniciar una empresa solo fue muy difícil, dadas las condiciones de concentrarse casi todo el tiempo en el negocio. En 1972, ya pesar de ser Aerocosta en su mejor momento, el capitán Luis Carlos Donado (uno de los accionistas mayoritarios) se cansó de los no familiares y decidió vender esta aerolínea a Floramerica. A los nuevos directivos de esta empresa no les gustó mucho el C-46 y es así como Lucho Donado les hizo una propuesta para comprarlos por un precio ligeramente superior al que habían adquirido, pero con la condición de que los dejaran operar bajo el estandarte de Aerocosta hasta que LAC tuvo la aprobación de la Aerocivil. Así fue y los hermanos Donado Velilla volaron sus dos aviones Curtiss por los Llanos Orientales con la bandera Aerocosta, pero facturando los vuelos como Donado Velilla Brothers (DOVEL) hasta el 28 de febrero de 1974, cuando ya comienzan a operar con la Aerocivil colombiana como Caribbean Airlines Ltd.
La empresa nació con dos aviones Curtiss C-46 pintados de púrpura y los Barranquilleros los apodaron "Los Obispos". Estos aviones cubrían rutas nacionales entre la Costa Atlántica, los Llanos Orientales y la capital de la República. A mediados de septiembre del mismo año 1974, la empresa se cerró en el anonimato y se incluyó como socios a las esposas e hijos de los hermanos Donado Velilla. Raúl Donado Velilla se mudó a Bogotá con su familia y Carlos Alberto Donado Fajardo (terminando sus estudios universitarios) está vinculado a la empresa en Barranquilla. En agosto de 1974, la empresa adquirió un avión Douglas DC-6 (HK-1706) en Damasco (Siria) e inició operaciones internacionales a Panamá, Isla Margarita (Venezuela) y algunas islas del Caribe. A mediados de ese año, LAC firmó un importante convenio con la holandesa KLM mediante el cual se transportaban flores colombianas desde Bogotá a Curazao donde se conectaban a Ámsterdam. En ese momento las agencias de carga líderes en el mercado eran Colcarga (hoy UTI) y Florcarga (hoy DHL Danzas).

## Flota histórica
La flota de LAC Colombia consistió en las siguientes aeronaves:
| Aeronaves             | Total | Introducido | Retirado | Matrículas                                                            | Observaciones                                                 |
| --------------------- | ----- | ----------- | -------- | --------------------------------------------------------------------- | ------------------------------------------------------------- |
| Boeing 707C           | 1     | 1986        | 1988     | N524SJ                                                                | Se alquiló a Southern Air.                                    |
| Curtiss C-46 Commando | 1     | 1974        | 1976     | HK-1282                                                               |                                                               |
| Douglas DC-6B         | 6     | 1974        | 1986     | HK-1389, HK-1705, HK-1703, HK-1706, HK-1702 y HK-1707                 | Operaba en Santa Marta, Bogotá, Subachoque, y Sierra Cucuy.   |
| Douglas DC-8F         | 7     | 1980        | 1996     | HP-1166TCA, HK-3178X, HK-3753X, HK-2632X, HK-2380, HK-3979 y HK-3842X | Operaba principalmente en Medellín, Barranquilla, y Asunción. |

## Accidentes e incidentes
- El 4 de febrero de 1976, un Douglas DC-6 (HK-1389) cayó al mar tras despegar del Aeropuerto Internacional Simón Bolívary sufrir un fallo de motor. Cubría la ruta Santa Marta-Curazao. Sus tres tripulantes fallecieron.[5]
- El 29 de abril de 1978, otro Douglas DC-6 (HK-1705) de carga, transportando pasajeros de forma irregular, chocó contra un árbol al despegar del Aeropuerto Internacional El Dorado, muriendo 8 de sus 12 ocupantes. La aeronave volaba hacia Barranquilla.[6]
- El 8 de diciembre de 1978, nuevamente un Douglas DC-6 (HK-1707) se estrelló en el Parque nacional natural El Cocuy mientras cubría la ruta Puerto España-Bogotá. Sus tres tripulantes murieron.[7]
- El 19 de febrero de 1982, otro Douglas DC-6 (HK-1706), que se aproximaba a Subachoque, se estrelló contra el cerro El Tablazo (a 18 km de su destino), provocando la muerte de sus cuatro tripulantes.[8]
- El 18 de septiembre de 1984, un Douglas DC-8 (HK-2380) se salió de la pista al aterrizar en el Aeropuerto Internacional Ernesto Cortissoz de Barranquilla. No hubo fallecidos, pero la aeronave quedó destruida y fue dada de baja.[9]
- El 15 de octubre de 1992, otro Douglas DC-8 (HK-3753X), proveniente de Miami, se salió de la pista al aterrizar en el Aeropuerto Olaya Herrera de Medellín. No hubo fallecidos, pero la aeronave quedó destruida y fue dada de baja.[10]
- El 4 de febrero de 1996, un Douglas DC-8 (HK-3979), que volaba desde Asunción, Paraguay rumbo a São Paulo, Brasil, perdió elevación, velocidad y cayó a pocos minutos de despegar sobre un barrio cercano a Asunción, Paraguay, debido a la negligencia e imprudencia de su tripulación, causando la muerte de cuatro tripulantes y 18 vecinos. Este accidente causó prácticamente la extinción de la aerolínea pocos meses después. Se convirtió en la peor tragedia aérea de Paraguay.[11] Véase Vuelo 028 de LAC-Colombia.